# 兵法三十六計
『兵法三十六計』（へいほうさんじゅうろっけい、中: 三十六計）は、中国の兵法書。兵法における戦術を六系統・三十六種類に分類した内容である。

## 概要
1941年、邠県（現在の陝西省咸陽市彬州市）において発見され、時流に乗って大量に出版された。様々な時代の故事・教訓がちりばめられているため。
戦術とは関連が薄い内容も含まれ、権威付けのために『易経』からの引用を使って解説しているなど、純粋な兵法書としては粗削りな部分が見られるためか、『孫子』などの武経七書と比較して軍事面では評価が低い。
この本は『南斉書』の王敬則伝「敬則曰、『檀公三十六策、走是上計』」の語源である

## 兵法三十六計

### 勝戦計
こちらが戦いの主導権を握っている場合の定石。
- 瞞天過海 - 敵に繰り返し行動を見せつけて見慣れさせておき、油断を誘って攻撃する。
- 囲魏救趙 - 敵を一箇所に集中させず、奔走させて疲れさせてから撃破する。
- 借刀殺人 - 同盟者や第三者が敵を攻撃するよう仕向ける。
- 以逸待労 - 直ちに戦闘するのではなく、敵を撹乱して主導権を握り、敵の疲弊を誘う。
- 趁火打劫 - 敵の被害や混乱に乗じて行動し、利益を得る。
- 声東撃西 - 陽動によって敵の動きを翻弄し、防備を崩してから攻める。

### 敵戦計
余裕を持って戦える、優勢の場合の作戦。
- 無中生有 - 偽装工作をわざと露見させ、相手が油断した所を攻撃する。
- 暗渡陳倉 - 偽装工作によって攻撃を隠蔽し、敵を奇襲する。
- 隔岸観火 - 敵の秩序に乱れが生じているなら、あえて攻めずに放置して敵の自滅を待つ。
- 笑裏蔵刀 - 敵を攻撃する前に友好的に接しておき、油断を誘う。
- 李代桃僵 - 不要な部分を切り捨て、全体の被害を抑えつつ勝利する。
- 順手牽羊 - 敵の統制の隙を突き、悟られないように細かく損害を与える。

### 攻戦計
相手が一筋縄でいかない場合の作戦。
- 打草驚蛇 - 状況が分らない場合は偵察を出し、反応を探る。
- 借屍還魂 - 死んだ者や他人の大義名分を持ち出して、自らの目的を達する。
- 調虎離山 - 敵を本拠地から誘い出し、味方に有利な地形で戦う。
- 欲擒姑縦 - 敵をわざと逃がして気を弛ませたところを捕らえる。
- 抛磚引玉 - 自分にとっては必要のないものを囮にし、敵をおびき寄せる。
- 擒賊擒王 - 敵の主力や、中心人物を捕らえることで、敵を弱体化する。

### 混戦計
相手がかなり手ごわい場合の作戦。
- 釜底抽薪 - 敵軍の兵站や大義名分を壊して、敵の活動を抑制し、あわよくば自壊させる。
- 混水摸魚 - 敵の内部を混乱させ、敵の行動を誤らせたり、自分の望む行動を取らせる。
- 金蝉脱殻 - あたかも現在地に留まっているように見せかけ、主力を撤退させる。
- 関門捉賊 - 敵の退路を閉ざしてから包囲殲滅する。
- 遠交近攻 - 遠くの相手と同盟を組み、近くの相手を攻める。
- 仮道伐虢 - 攻略対象を買収等により分断して各個撃破する。

### 併戦計
同盟国間で優位に立つために用いる策謀。
- 偸梁換柱 - 敵の布陣の強力な部分の相手を他者に押し付け、自軍の相対的立場を優位にする。
- 指桑罵槐 - 本来の相手ではない別の相手を批判し、間接的に人心を牽制しコントロールする。
- 仮痴不癲 - 愚か者のふりをして相手を油断させ、時期の到来を待つ。
- 上屋抽梯 - 敵を巧みに唆して逃げられない状況に追い込む。
- 樹上開花 - 小兵力を大兵力に見せかけて敵を欺く。
- 反客為主 - 一旦敵の配下に従属しておき、内から乗っ取りをかける。

### 敗戦計
自国がきわめて劣勢の場合に用いる奇策。
- 美人計 - 土地や金銀財宝ではなく、あえて美女を献上して敵の力を挫く。
- 空城計 - 自分の陣地に敵を招き入れることで敵の警戒心を誘い、攻城戦や包囲戦を避ける。
- 反間計 - スパイを利用し、敵内部を混乱させ、自らの望む行動を取らせる。
- 苦肉計 - 人間というものは自分を傷つけることはない、と思い込む心理を利用して敵を騙す。
- 連環計 - 敵と正面からぶつかることなく、複数の計略を連続して用いたり足の引っ張り合いをさせて勝利を得る。
- 走為上 - 勝ち目がないならば、戦わずに全力で逃走して損害を避ける。